# Luka Kardum
Luka Kardum (Šibenik, Croacia, 7 de abril de 1984) es un árbitro de baloncesto croata. Actúa en la HT Premijer liga y en la ABA Liga, y desde 2020 forma parte del colectivo de EuroLeague y EuroCup tras su incorporación oficial en la 29.ª clínica de Euroleague Basketball.

## Trayectoria
Formado en el arbitraje croata, Kardum aparece documentado en la élite nacional desde mediados de la década de 2010 y en el panel regional de la ABA Liga.  
En competiciones de Euroleague Basketball fue uno de los seis árbitros incorporados en 2020 y desde entonces suma designaciones regulares de Euroliga y EuroCup.

## Euroliga y EuroCup
Kardum figura en el listado oficial de árbitros de Euroliga en 2024–25 y ha sido nombrado para los Playoffs 2024 y para series de Cuartos 2025.  
En EuroCup y competiciones europeas previas ya consta en actas desde mediados de la década de 2010 (por ejemplo, la antigua EuroChallenge 2014–15).
Partidos destacados
- Euroliga, Cuartos 2025 (G3): Real Madrid – Olympiacos (29/04/2025).[16]
- Euroliga RS 2024–25: Monaco – Barcelona (09/01/2025).[17]
- Euroliga RS 2024–25: Bayern – Fenerbahçe Beko (04/2025).[18]
- Euroliga RS 2023–24: Valencia Basket – Žalgiris (09/01/2024).[19]
- Euroliga RS 2023–24: Olympiacos – EA7 Emporio Armani Milan (12/01/2024).[20]

## Palmarés y reconocimientos
- Ingreso al colectivo de Euroleague Basketball: temporada 2020–21 (29th Clinic).[21]
- Playoffs de Euroliga: árbitro designado en 2024 (ampliación del grupo) y presencia en series de 2025; en 2023 la ABA destacó que arbitró en quintos partidos de cuartos de final.[22][23]